# Карвилии
Карвилиите (gens Carvilia) са плебейска фамилия от Древен Рим.
Известни от фамилията:
- Спурий Карвилий Максим, консул 293 и 272 пр.н.е.
- Спурий Карвилий Максим Руга, консул 234 и 228 пр.н.е.
- Спурий Карвилий Руга, освободен и учител в Рим около 230 пр.н.е., буквата G.
- Спурий Карвилий, народен трибун 212 пр.н.е.
- Луций Карвилий, народен трибун 212 пр.н.е.
- Спурий Карвилий, ambassador при Персей 171 пр.н.е.
- Гай Карвилий, военен трибун, при Персей 169 пр.н.е.[1]